# Omogočitvena tehnologija
Omogočitvene tehnologije so izumi, zamisli in iznajdbe, ki omogočijo preboj, hiter razvoj na katerem koli področju. Te iznajdbe povzročijo razvoj različnih drugih tehnologij, metod, ki izhajajo iz prvotne iznajdbe.

## Zgodovinski pregled pomembnejših omogočitvenih tehnologij

### Stari vek
- Očala

### Srednji vek
- Tisk

### Sodobnost
- Elektromotor
- Motor z notranjim zgorevanjem
- Antibiotiki
- Letenje
- Računalnik
- Medmrežje
- Računalništvo v oblaku